# Referendum w Gruzji w 2008 roku
Referendum w Gruzji odbyło się 5 stycznia 2008 roku wraz z przedterminowymi wyborami prezydenckimi. W referendum Gruzini zdecydowali o terminie następnych wyborów parlamentarnych, które odbyły się wiosną 2008 i wypowiedzieli się za członkostwem ich kraju w NATO.
Decyzję o rozpisaniu referendum w sprawie terminu głosowania parlamentarnego prezydent Micheil Saakaszwili ogłosił na początku listopada, chcąc przełamać narastający kryzys polityczny w państwie. Natomiast sprawę członkostwa w NATO prezydent dołączył do głosowania dopiero w ostatnim dniu swego urzędowania (25 listopada 2007).
Rzecznik prasowy gabinetu prezydenta ujawnił treść pytań zadanych obywatelom na karcie do głosowania:

Czy chcesz, aby Gruzja stała się członkiem Organizacji Traktatu Północnoatlantyckiego, NATO?

Kiedy chcesz, aby odbyły się wybory parlamentarne – pomiędzy 1 października i 31 grudnia 2008 r., czy wiosną 2008 r.?.

## Wyniki
Według nieoficjalnych danych przystąpienie do NATO poparło 63,6% głosujących, przeciw było 17,7%. W pytaniu mającym zadecydować, w którym terminie powinny zostać przeprowadzone wybory parlamentarne wygrała, stosunkiem głosów 63,6% do 17,7% propozycja opozycji, która chciała wyborów na wiosnę 2008 roku.

## Skutki
Podczas szczytu NATO w Bukareszcie w kwietniu 2008 Sojusz nie zaoferował Planu Działań na rzecz Członkostwa (MAP, Memebership Action Plan) Gruzji i Ukrainie z powodu sprzeciwu Francji i Niemiec. Tym samym przystąpienie do bloku militarnego zostało odroczone. Decyzję NATO wykorzystała Rosja, która sprowokowała Gruzję w sierpniu 2008 do wojny pięciodniowej, w wyniku której od kraju de facto odłączyła się Abchazja i Osetia Południowa.
Tymczasem wybory parlamentarne odbyły się 21 maja 2008 i wygrał je proprezydencki Zjednoczony Ruch Narodowy. W październiku 2010 znowelizowano konstytucję w taki sposób, iż większego znaczenia we władzach państwa nabrał urząd premiera. Poprawki te weszły w życie po wyborach prezydenckich z 2013. Tymczasem wybory parlamentarne z 1 października 2012 przyniosły zmiany na scenie politycznej, gdyż wygrała je opozycyjna koalicja Gruzińskie Marzenie pod wodzą Bidziny Iwaniszwilego. Prezydent Micheil Saakaszwili ogłosił porażkę swoich popleczników w wyborach parlamentarnych, co spowodowało roczną koabitację.